# جون هامل
جون هامل (بالإنجليزية: John Hamel)‏ هو لاعب كرة قدم أمريكي، ولد في 31 يناير 1967 في سياتل في الولايات المتحدة. لعب مع Seattle Storm (soccer) ‏.